# Модель Ниццы
Модель Ниццы — сценарий динамического развития Солнечной системы. Его разработка была начата в обсерватории Лазурного берега в Ницце, Франция (отсюда и произошло его название). Данный сценарий предполагает перемещение планет-гигантов из начальной компактной конфигурации в их нынешние положения, после того, как произошло рассеяние изначального протопланетного газового диска. В этом заключается его отличие от предшествующих моделей формирования Солнечной системы. Механизм миграции планет-гигантов используется при динамическом моделировании Солнечной системы для объяснения некоторых событий её истории, включая позднюю тяжёлую бомбардировку внутренней Солнечной системы, формирование облака Оорта, и существования малых тел Солнечной системы, таких как пояс Койпера, троянцы Нептуна и Юпитера, а также многочисленные транснептуновые объекты, находящиеся в орбитальном резонансе с Нептуном. Удачное объяснение многих наблюдаемых особенностей Солнечной системы привело к тому, что данная модель в настоящее время признается наиболее адекватно описывающей раннее развитие Солнечной системы, хотя она и не является общепринятой среди планетологов. Среди её недостатков — неполное объяснение формирования спутников во внешней Солнечной системе и некоторых особенностей Пояса Койпера.
Модель развита в гипотезе о пятом газовом гиганте.

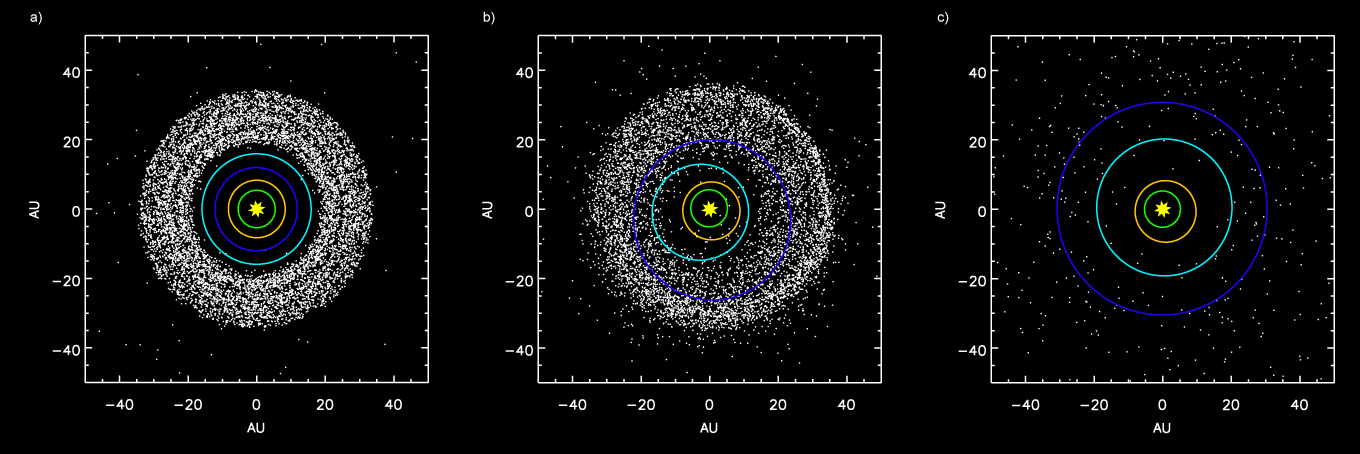
Моделирование, показывающее внешние планеты и пояс планетезималей: a) ранняя конфигурация, до того как Юпитер и Сатурн входят в резонанс 2:1; b) рассеяние планетезималей во внутреннюю Солнечную систему после изменения орбиты Нептуна (темно-синий) и Урана (голубой); c) после того, как планетезимали выброшены из Солнечной системы после взаимодействия с планетами.

## Описание
Исходное ядро модели Ниццы — три работы, опубликованные в журнале Nature в 2005 году международным коллективом учёных, в который вошли Р. Гомес, Харольд Левисон, Алессандро Морбиделли и Клеоменис Циганис. Согласно данным публикациям, после рассеивания изначального газопылевого диска Солнечной системы, четыре планеты-гиганта (Юпитер, Сатурн, Уран и Нептун) изначально обращались по почти круговым орбитам на расстоянии ≈ 5,5—17 астрономических единиц (а. е.) от Солнца, намного ближе друг к другу и к Солнцу, чем в настоящее время. За орбитой крайней планеты-гиганта располагался большой, плотный диск из маленьких каменных и ледяных планетезималей, общей массой примерно 35 земных, дальний край которого находился на расстоянии примерно 35 а. е. от Солнца.
Науке так мало известно о формировании Урана и Нептуна, что, по мнению Левисона, «...число возможных вариантов формирования Урана и Нептуна почти бесконечно». Предположительно, данные планеты формировались следующим образом. Планетезимали на внутреннем крае диска иногда вступают в гравитационные взаимодействия с наиболее удалённой планетой-гигантом, которые изменяют их орбиты. Планеты рассеивают внутрь Солнечной системы большинство маленьких ледяных тел, обмениваясь моментами импульса с рассеянными ими объектами. В результате планеты перемещаются вовне, чтобы момент импульса системы в целом оставался неизменным. Эти объекты затем аналогичным образом взаимодействуют со следующей планетой, в результате чего орбиты Урана, Нептуна, и Сатурна последовательно перемещаются вовне. Несмотря на незначительное воздействие каждого обмена моментом импульса, совокупно эти взаимодействия с планетезималями существенным образом изменяют орбиты планет. Этот процесс продолжается, пока планетезимали не оказываются вблизи Юпитера, внутренней и наиболее массивной планеты-гиганта. Огромная сила его притяжения направляет их на вытянутые эллиптические орбиты или даже вовсе изгоняет из Солнечной системы. В результате Юпитер перемещается ближе к Солнцу.
Низкая частота взаимодействий определяет скорость потери планетезималей диском и соответствующий ей темп миграции. Через несколько сотен миллионов лет медленного, постепенного перемещения Юпитер и Сатурн, две внутренние планеты-гиганты, входят в орбитальный резонанс 1:2. Этот резонанс увеличивает эксцентриситет их орбит, дестабилизируя всю планетарную систему. Расположение гигантских планет начинает изменяться быстро и резко. Под влиянием Юпитера Сатурн перемещается к его нынешнему положению, и эта миграция оказывается связана с повторящимся гравитационным взаимодействием между Сатурном и двумя ледяными гигантами, в результате которых Нептун и Уран оказываются на орбитах с много большим эксцентриситетом. Ледяные гиганты вторгаются во внешний диск протопланентного вещества, сталкивая десятки тысяч планетезималей с прежде устойчивых орбит во внешней Солнечной системе. Эти возмущения почти полностью рассеивают исходный диск: из него удаляется 99 % его массы. Данный сценарий объясняет отсутствие плотного транснептунового населения в настоящее время. Некоторые из планетезималей оказываются выброшены во внутреннюю Солнечную систему, в результате чего происходит увеличение числа их столкновений с планетами земного типа: поздняя тяжёлая бомбардировка.
Наконец, большие полуоси орбит планет-гигантов достигают своих современных значений, и динамическое трение с остатками диска планетезималей уменьшает их эксцентриситет и вновь делает орбиты Урана и Нептуна круговыми.
Приблизительно в 50 % начальных моделей, предложенных Циганисом и другими, Нептун и Уран меняются местами приблизительно на отметке времени в 1 миллиард лет от формирования Солнечной системы. Однако современные орбиты данных планет соответствуют предположению о равномерном распределении масс в протопланетном диске и массам планет, лишь если обмен действительно имел место.

## Предсказание особенностей Солнечной системы
Динамическое моделирование Солнечной системы с разными начальными условиями на промежутках времени, соответствующих реальному её возрасту, позволяет выделить несколько групп объектов. Варьирование начальных условий влияет на численность каждой группы и её орбитальные параметры. Доказывание корректности модели эволюции ранней Солнечной системы сопряжено с трудностями, так как такую эволюцию нельзя наблюдать непосредственно. Однако об успешности моделирования можно судить, сравнивая предсказания с результатами наблюдения реальных объектов. В настоящее время, компьютерные модели Солнечной системы, в которых начальные условия соответствуют модели Ниццы, наилучшим образом соответствуют многим особенностям наблюдаемой Солнечной системы.

### Поздняя тяжёлая бомбардировка
Исследование кратеров на Луне и планетах земного типа позволяет говорить о том, что через 600 миллионов лет после образования Солнечной системы число столкновений данных планет с более мелкими объектами возросло. Данная аномалия получила название «поздняя тяжёлая бомбардировка» (англ. Late Heavy Bombardment). Число планетезималей, которые должны попасть в околоземное пространство согласно модели Ниццы, соответствует реальному числу кратеров этого периода на Луне.

### Троянцы и астероиды главного пояса
В период нестабильности орбит, связанный с установлением между Юпитером и Сатурном орбитального резонанса 2:1, совокупное гравитационное поле мигрирующих планет-гигантов должно было быстро дестабилизировать существовавшие группы троянских астероидов в точках Лагранжа L4 и L5 Юпитера и Нептуна. В этот период троянская соорбитальная область является «динамически открытой». Согласно модели Ниццы, планетезимали, покидающие возмущённый диск, проходили через эту область в больших количествах, временно задерживаясь в ней. После окончания периода нестабильности орбит, троянская область стала «динамически закрытой», а планетезимали, находившиеся в ней, приобрели постоянную орбиту. Современные «троянцы» — это захваченные планетами-гигантами планетезимали первоначального диска. Полученные при моделировании параметры угла либрации, эксцентриситета и наклонения орбит троянцев Юпитера соответствуют реальным. Более ранние модели не позволяли объяснить эти параметры.
Аналогичным образом, согласно данной модели, появились троянские астероиды Нептуна.
Многие планетезимали также должны были оказаться на стабильных орбитах во внешнем крае главного пояса астероидов, на расстоянии от солнца свыше 2,6 а.е., в области астероидов семейства Хильды. После перехода на стабильные орбиты, эти объекты подвергались эрозии в результате столкновений между собой, в результате чего произошло их разделение на более мелкие фрагменты, которые были подвержены воздействию солнечного ветра и YORP-эффекта. В результате, согласно Bottke и др., от первоначального количества объектов данной области осталось менее 10 %. Частотное распределение размеров данных объектов при моделировании находится в полном соответствии с наблюдениями. Это говорит о том, что троянцы Юпитера, астероиды семейства Хильды и некоторые другие астероиды внешнего края главного пояса, относящиеся к спектральному классу D, являются остатками первоначального диска планетезималей. Возможно, сюда же следует отнести и карликовую планету Цереру.

### Спутники внешних планет
Любые изначально существовавшие нерегулярные спутники, захваченные с использованием известных механизмов, таких как трение или соударения от аккреционных дисков, «оторвутся» от своих планет в период глобальной нестабильности системы. Согласно модели Ниццы, в этот период с планетами взаимодействовало большое число планетезималей, некоторые из которых должны были быть захвачены в результате взаимодействия трёх тел. Вероятность захвата планетезималя ледяным гигантом довольно велика: порядка 10−7. Эти новые спутники могли быть захвачены под любым углом, так что, в отличие от регулярных спутников Сатурна, Урана и Нептуна, они не всегда обращались в экваториальной плоскости планеты. Происхождение Тритона, самого большого спутника Нептуна, также может быть объяснено захватом при взаимодействии трёх тел, связанным с распадом двойного планетоида, в котором Тритон был менее массивным участником (Cuk & Gladman 2005). Однако такой распад двойной системы не мог привести к появлению большого числа мелких нерегулярных спутников. Возможен был также обмен нерегулярными спутниками между планетами.
Предсказываемые характеристики орбит нерегулярных спутников хорошо соответствуют большим полуосям, наклонениям и эксцентриситетам орбит наблюдаемых объектов, но не распределению их размеров. Наблюдаемые сегодня семейства спутников могли стать результатом столкновений между захваченными спутниками. 
Моделирование не предсказывает достаточного числа взаимодействий планетезималей с Юпитером, чтобы объяснить наблюдаемые особенности системы его нерегулярных спутников, что говорит о том, что в случае с этой планетой имелся ещё один механизм захвата, либо о том, что необходим пересмотр параметров модели.

### Формирование пояса Койпера
Миграция внешних планет также необходима для объяснения существования и свойств внешних областей Солнечной системы. Изначально пояс Койпера был плотнее и находился ближе к Солнцу: его внешний край находился на расстоянии примерно 30 а.е., а внутренний — между орбитами Урана и Нептуна, которые тогда тоже были ближе к Солнцу (примерно 15—20 а.е.), причём Уран находился дальше от Солнца, чем Нептун.
Некоторые объекты рассеянного диска, включая Плутон, оказались гравитационно связанными с орбитой Нептуна. Модель Ниццы способна объяснить существование в настоящее время резонансных орбит в поясе Койпера. Когда Нептун мигрировал во внешние области Солнечной системы, он сближался с объектами прото-Койперового пояса, захватывая некоторые в резонансы и направляя другие на хаотические орбиты. Считается, что объекты рассеянного диска оказались на текущих орбитах из-за взаимодействия с мигрирующими резонансами Нептуна.
Однако модель Ниццы пока не может объяснить многие характеристики распределения данных объектов. Она может объяснить формирование «горячего населения» объектов пояса Койпера с сильно наклонёнными орбитами, но не «холодного населения» с орбитами с небольшим наклонением.
Эти типы населения отличаются не только орбитами, но и составом: холодное население является заметно более красным, чем горячее, что говорит о его формировании в другой области. Горячее население сформировалось вблизи Юпитера и было выброшено во внешние области из-за взаимодействия с газовыми гигантами. Холодное население, с другой стороны, скорее всего, сформировалось примерно в тех же областях, где находится сейчас, хотя и возможно, что в результате миграции Нептуна оно было «выметено» наружу. Объяснение формирования таких объектов продолжает оставаться нерешённой задачей.

### Рассеянный диск и облако Оорта
Объекты, рассеянные Юпитером на высокие эллиптические орбиты, сформировали облако Оорта; на них оказала меньшее воздействие миграция Нептуна.